# لیلا علی
لیلا علی (به انگلیسی: Laila Ali) (زادهٔ ۳۰ دسامبر ۱۹۷۷ در میامی بیچ، فلوریدا) بوکسور سابق آمریکایی است.

## زندگی ورزشی
او در هر ۲۴ مسابقهٔ رسمی بوکس حرفه‌ای خود پیروز شد (۲۱ ناک‌اوت و ۳ رأی داوران) و قهرمان دسته میان‌وزن بالای فدراسیون بین‌المللی مشت‌زنی زنان (۲۰۰۲–۲۰۰۷) و شورای جهانی مشت‌زنی (۲۰۰۶–۲۰۰۷) بود.

## زندگی خصوصی
او دختر مشت‌زن سنگین‌وزن آمریکایی محمد علی کلی از همسر سومش ورونیکا پورشه علی است.
لیلا علی مدرک بازرگانی از دانشکده سانتا مونیکا دارد. ۱٫۷۸ متر قد و حدود ۷۲٫۵ کیلو وزن دارد.
او در سال ۲۰۰۰ با جانی مک‌کلین، مربی خود، ازدواج کرد و در سال ۲۰۰۵ از او جدا شد.
در سال ۲۰۰۷ با کرتیس کنوی بازیکن سابق ان‌اف‌ال ازدواج کرد. آن‌ها ۳ فرزندخوانده و یک فرزند مشترک (متولد ۲۰۰۸) دارند.